# African Parks
African Parks er en ikke-statslig organisation (NGO) med hovedfokus på bevarelse af biodiversitet, gennem forvaltning af beskyttede områder. Den blev etableret i 2000 med hovedkontor i Johannesburg i Sydafrika. Den blev oprettet som African Parks Management and Finance Company, et privat firma, og gennemgik derefter strukturelle ændringer for at blive en NGO der blev kaldt African Parks Foundation, og senere omdøbt til African Parks Network. Organisationen administrerer nationalparker og beskyttede områder i hele Afrika i samarbejde med regeringer og de omgivende samfund. African Parks administrerede i maj 2023, 22 beskyttede områder i 12 lande og beskæftiger mere end 5.000 medarbejdere.
Ud over parkforvaltning, forvalter og beskytter organisationen aktivt dyrelivets biodiversitet, bidrager til samfundsudvikling, arbejder for at reducere krybskytteri og øger retshåndhævelse og turisme, indsamler penge, forbedrer infrastrukturen og støtter lokale beboere. African Parks motto er "en forretningstilgang til bevaring".
Organisationen administrerer bl.a. andet W nationalpark og Pendjari nationalpark i Benin, Chinko naturreservat i Centralafrikanske Republik, Ennedi Natural and Cultural Reserve, Siniaka-Minia Faunal Reserve og Zakouma nationalpark i Tchad, Boma nationalpark og Bandingilo nationalpark i Sydsudan, Garamba nationalpark i Demokratiske Republik Congo, Liwonde nationalpark, Majete vildtreservat, Mangochiskoven og Nkhotakota vildtreservat i Malawi, Bazaruto Archipelago nationalpark i Mozambique, Odzala-Kokoua nationalpark i Republikken Congo, Akagera nationalpark og Nyungweskoven i Rwanda, Matusadona nationalpark i Zimbabwe, Iona nationalpark i Angola og Bangweulu Wetlands, Liuwa Plain nationalpark og Kafue nationalpark i Zambia.
African Parks beskæftiger mere end 1.100 parkbetjente pr 2020. Ifølge The Washington Post har organisationen "den største kontrakrybskyttestyrke af alle private organisationer på kontinentet". 
African Parks har modtaget støtte fra en lang række organisationer, bl.a. Den Europæiske Union, National Geographic Society, USA Agency for International Development (USAID),  United States Fish and Wildlife Service (USFWS) og World Wide Fund for Nature. En finansiel bevilling finansieret af Fentener van Vlissingen giver cirka 700.000 USD til African Parks aktiviteter om året. Organisationens budget var i 2016 cirka 35 millioner USD.

## Historie
African Parks blev etableret i 2000 som African Parks Management and Finance Company, et privatejet selskab. Msimang og Hall-Martin, der tidligere var henholdsvis direktør og administrerende direktør for South African National Parks, havde direktørroller i det nystiftede selskab, ligesom Fentener van Vlissingen. Fearnhead der dengang var leder af kommerciel udvikling for sydafrikanske nationalparker, arbejdede oprindeligt i de afrikanske parkers rådgivende udvalg. Planer for virksomheden begyndte at tage form, efter van Vlissingen mødtes med Nelson Mandela i 1998, og blandt de tidlige tilhængere var det amerikanske udenrigsministerium og Verdensbanken. 
De første beskyttede områder, der blev forvaltet af virksomheden, var Majete vikldtreservat og Liuwa Plain nationalpark, og blev indledt i 2003. African Parks havde planlagt at forvalte Zambias Sioma Ngwezi nationalpark, men indsatsen gik i stå. Holdingselskabet blev flyttet fra Johannesburg til Holland og gennemgik nogle strukturelle ændringer. African Parks Foundation blev oprettet i Holland og blev virksomhedens eneste aktionær.

Under denne overgang indgik African Parks aftaler om at forvalte Etiopiens Nechisar nationalpark og Omo nationalpark i henholdsvis 2004 og 2005.    Organisationen meddelte dog at de ville opsige disse to aftaler i december 2007, og stoppede helt med at administrere parker i Etiopien i 2008. African Parks havde også indgået aftaler om at administrere Garamba nationalpark,  samt to sudanesiske marine parker i Dungonab Bay og Sanganeb atollen. Disse aftaler gav ikke organisationen fuld kontrol på længere sigt, som de fleste af deres andre kontrakter. Der var flere interne ændringer efter at Fentener van Vlissingen døde i 2006. Organisationens hovedkvarter vendte tilbage til Afrika, og der kom igen afrikansk repræsentation i bestyrelsen.
Malawis regering indgik aftaler om, at afrikanske parker skulle begynde at administrere Liwonde og Nkhotakota i august 2015. Wyss Foundation finansierede African Parks' løve-genindførelsesprojekt i Akagera nationalpark i Rwanda i 2015. I løbet af 2016-2017 arbejdede African Parks på at flytte 500 elefanter og andre dyr fra Liwonde og Majete til Nkhotakota i Malawi. Prins Harry assisterede med translokationen, som blev udført i samarbejde med Malawi Department of National Parks and Wildlife.
I marts 2017 modtog African Parks 65 millioner dollars fra Wyss Foundation til at finansiere bevaringsindsatsen i Malawis Liwonde nationalpark og Majete og Nkhotakota vildtreservater, samt Rwandas Akagera nationalpark, og støttede op til fem andre beskyttede områder til Afrika Parks' ledelsesportefølje. African Parks indgik i midten af 2017 en ti-årig aftale for at hjælpe med at forvalte Benins Pendjari nationalpark, blev derefter enige om at forvalte Mozambiques Bazaruto Archipelago nationalpark i december.  I 2018 underskrev organisationen en aftale om at forvalte Ennedi natur- og kulturreservat.

## Beskyldninger om misbrug
I 2022 blev African Parks parkbetjente anklaget for at begå krænkelser af menneskerettighederne og grusomheder mod oprindelige folk, der bor i parkerne. Anklagerne omfatter voldtægt, tortur og tvangsfordrivelser af det oprindelige Bakafolk i Odzala-Kokoua nationalpark i Republikken Congo. Da beskyldningerne blev rapporteret igen i 2024, og efter at et unavngivet bestyrelsesmedlem blev advaret af Survival International, annoncerede African Parks at de havde iværksat en undersøgelse gennem et eksternt advokatfirma. De anklagede også Survival International for at undlade at samarbejde omkring deres undersøgelser, hvilket fik lederen af Survival Internationals bevaringskampagne til at erklære, at African Parks "havde pengene til at udføre deres egen undersøgelse", og at det var "deres ansvar, når vi rejser et problem, der skal gå der og undersøge".  Survival International er fortsat med at rapportere om bl.a menneskerettighedskrænkelser og sendte rapporterne, herunder beskyldninger mod andre organisationer såsom World Wide Fund for Nature til FN's særlige rapportør. African Parks udsendte en erklæring, der beskriver hvilke specifikke foranstaltninger der er truffet, bl.a. at bestille en undersøgelse af et London-baseret advokatfirma (Omnia Strategy LLP) der samarbejder med to specialiserede jurister i menneskerettigheder fra Doughty Street Chambers, for at undersøge alle anklagerne. Resultaterne af undersøgelsen forventes at foreligge i begyndelsen af 2025.
African Parks er blevet anklaget for neokolonialisme. Financial Times rapporterede, at organisationen via amerikanske og europæiske donorer "stille og roligt har opnået ledelseskontrol af 22 parker i 12 afrikanske lande med et samlet areal på 20 mio. hektar".